# Renaud Bardon
Renaud Bardon (París, 21 de febrero de 1942-ibídem, 17 de octubre de 2011) fue un arquitecto francés.
Con Pierre Colboc y Jean-Paul Philippon con quien estaba asociado en el estudio ACT architecture, fue elegido en 1979 mediante el concurso para la reconversión de la estación de Orsay en museo.
Consejero Arquitecto Architecte de la Dirección regional de las actividades culturales de Auvergne (Ministerio de la cultura y de la comunicación de Francia).

## Obras
- Reconversión de la Gare d'Orsay : Museo de Orsay (1985-1986)
- Rehabilitación del Teatro Imperial de Compiègne (1990-1991)